# Clitocybe augeana
Clitocybe augeana är en svampart som först beskrevs av Jean François Montagne, och fick sitt nu gällande namn av Pier Andrea Saccardo 1887. Clitocybe augeana ingår i släktet Clitocybe och familjen Tricholomataceae.  Arten är reproducerande i Sverige. Inga underarter finns listade i Catalogue of Life.